# Катринехолм
Катринехолм (швед. Katrineholm) град је у Шведској, у источном делу државе. Град је у оквиру Седерманландског округа, где је трећи по величини и значају град. Катринехолм је истовремено и седиште истоимене општине.

## Природни услови
Катринехолм се налази у источном делу Шведске и Скандинавског полуострва. Од главног града државе, Стокхолма, град је удаљен 140 км западно.
Рељеф: Катринехолм се развио у области Седерманланд. Подручје града је бреговито, а надморска висина се креће 35-50 м.
Клима у Катринехолму је континентална са утицајем мора и крајњих огранака Голфске струје. Стога су зиме блаже, а лета свежија у односу на дату географску ширину.
Воде: Катринехолм се развио у унутрашњости. Град је окружен низом малих језера, од којих је најзначајније Неснарен.

## Историја
Подручје Катринехолма било је насељено још у време праисторије, али насеље вековима село без веће значаја.
Катринехолм доживљава препород у половином 19. века са проласком железнице и доласком индустрије. Насеље добија градска права 1883. године. Ово благостање траје и дан-данас.

## Становништво
Катринехолм је данас град средње величине за шведске услове. Град има око 22.000 становника (податак из 2010. г.), а градско подручје, тј. истоимена општина има око 32.000 становника (податак из 2010. г.). Последњих деценија број становника у граду стагнира.
До средине 20. века Катринехолм су насељавали искључиво етнички Швеђани. Међутим, са јачањем усељавања у Шведску, становништво града је постало шароликије, али опет мање него у случају других већих градова у држави.

## Привреда
Данас је Катринехолм савремени индустријски град са посебно развијеном индустријом. Последње две деценије посебно се развијају трговина, услуге и туризам.

## Знаменитости
Катринехолм има очувано старо градско језгро. Оно има правилну, ортогоналну мрежу улица са правоуганим тргом у средини.

## Галерија
- Главна црква Катринехолма
- Железничка станица у Катринехолму
- Општинска управа полиције
- Градска болница